# Московский наблюдатель
«Московский наблюдатель» — історико-літературний журнал, видавався в Москві з 1835 по 1839 роки.
Виходив двічі на місяць. Першим редактором журналу був В.П. Андросов — учений статистик і політикоеконом. Провідним літературним критиком журналу був С.П. Шевирьов. Головні співробітники журналу — О.С. Хом'яков, І.В. Кірієвський, В.Ф. Одоєвський, Є.А. Баратинський.
«Московский наблюдатель» виступав із позиції слов'янофільства. Журнал критикував «торговельний» напрямок літератури, зокрема видання «Библіотека для чтенія». У 1836 році В.Г. Бєлінський опублікував у журналі «Телескоп» статтю «Про критику та літературні думки „Московського спостерігача“», яка стала приводом для спекотної полеміки між «Телескопом» і «Московським спостерігачем».
Журнал не мав великого успіху у читачів. В 1838 «Московский наблюдатель» придбав друкар М.С. Степанов, після чого журнал змінив свою спрямованість. Неофіційним редактором журналу став В. Г. Бєлінський, який залучив до участі молодих літераторів із гуртка М.В. Станкевича. За словами О. М. Пипіна, «Московський спостерігач» став «одним із найкращих журналів за цілісністю характеру, за гідністю літературного відділу і, нарешті, з критики».
Було введено відділ «іноземної бібліографії» для ознайомлення публіки головним чином із німецькою та англійською літературою. Відділ віршів дав безліч видатних творів О.В. Кольцова, І.Т. Калашнікова, В.І. Красова, Полежаєва та інших. Перекладалися переважно Гете, Шіллер, Гейне, Шекспір, Гофман, Тік, Ж.П. Ріхтер. За відділом музики діяльним співробітником журналу був В.П. Боткін; в тому ж відділі була вміщена відома стаття про музику Серебрянського, друга Кольцова. Душею журналу був сам Бєлінський. Йому належить маса критичних статей; майже виключно ним одним складалася літературна хроніка. У першій книжці, що вийшла за редакцією Бєлінського, були поміщені, між іншим, «Гімназичні промови Гегеля», з передмовою до них перекладача Бакуніна. Ця передмова може бути програмою оновленого журналу; у ньому було висловлено загальні філософські світогляди першого періоду діяльності Бєлінського.